# (4290) Heisei
(4290) Heisei es un asteroide perteneciente al cinturón de asteroides, descubierto el 30 de octubre de 1989 por Tsutomu Seki desde el Observatorio de Geisei, Geisei, Japón.

## Designación y nombre
Designado provisionalmente como 1989 UK3. Fue nombrado Heisei en homenaje a la actual Era Heisei introducida por el último emperador japonés Akihito en 1989.